# José Maria Xavier de Araújo
José Maria Xavier de Araújo (Arcos de Valdevez, 1786 — Porto, 1858) foi um jurista e magistrado, bacharel em Cânones pela Universidade de Coimbra, membro do Sinédrio. Exerceu as funções de deputado às Cortes Gerais e Extraordinárias da Nação Portuguesa em 1821-1822, eleito pelo círculo do Minho. Foi membro da Maçonaria. Colaborou em diversos periódicos e é autor de umas memórias sobre a Revolução Liberal do Porto de Agosto de 1820.

## Biografia
José Maria Xavier de Araújo nasceu na vila de Arcos de Valdevez, numa casa da hoje rua Cerqueira Gomes, filho do conselheiro de fazenda e desembargador Francisco Xavier de Araújo.
Depois de realizar os estudos primários na sua vila natal, partiu para Coimbra, em cuja Universidade se formou em Cânones. Terminada a sua formação na Universidade de Coimbra ingressou na magistratura, desenvolvendo uma carreira que o levou ao lugar de provedor da comarca de Viana do Castelo, cargo que ocupava em 1820, quando aderiu à revolta liderada por Fernandes Tomás levada a efeito a 24 de Agosto de 1820. Membro do Sinédrio, foi uma das personalidades que mais se distinguiu na revolução de 1820.
Entre 24 de Agosto e 15 de Novembro de 1820 fez parte da Junta Governativa do Porto, o órgão de governo estabelecido pelos revolucionários na cidade do Porto. Foi eleito deputado às Cortes Gerais e Extraordinárias da Nação Portuguesa, cargo que exerceu em 1821 e 1822, tornando-se notável nos debates parlamentares por pertencer à minoria que pugnava pela organização do poder legislativo em duas Câmaras.
Em 1823, em consequência da Vilafrancada exilou-se para Espanha, apenas regressando a Portugal em 1834, com o termo da Guerra Civil Portuguesa,  ano em que foi nomeado juiz do Tribunal do Comércio de Lisboa.
No ano de 1850 foi nomeado desembargador do Tribunal da Relação do Porto, cidade onde faleceu em 1858. O seu elogio fúnebre foi proferido por Manuel Fernandes Tomás na Sociedade Literária e Patriótica de Lisboa, em sessão realizada a 27 de Novembro de 1858.
O Dr. Xavier Araújo era fidalgo da Casa Real e foi agraciado com a comenda da Ordem de Cristo. Deixou contribuições publicadas em diversos periódicos e vários folhetos, sendo o mais notável a Revelação e Memórias para a História da Revolução de 24 de Agosto de 1820 e 15 de Setembro do mesmo ano. Inicialmente publicada em 1846, a obra foi reeditada em 1883 e em 2009.

## Obras publicadas
- Revelações e Memórias para a história da revolução de 24 de Agosto de 1820, e de 15 de Septembro do mesmo anno. Lisboa, Rollandiana, 1846.(edição/reimpressão: A Revolução de 1820 - Memórias de José Maria Xavier de Araújo. Lisboa, Caleidoscópio, 2009 - ISBN 9789898010363).